# Formophora arisana
Formophora arisana är en insektsart som först beskrevs av Matsumura 1940.  Formophora arisana ingår i släktet Formophora och familjen spottstritar. Inga underarter finns listade i Catalogue of Life.